# 日本のラグナロクオンライン
日本のラグナロクオンライン（にほんのラグナロクオンライン）では、オンラインゲーム『ラグナロクオンライン』の日本における運営状況について記述する。

## 接続人数
ラグナロクオンラインは、日本で現在サービスされているMMORPGの中では比較的初期に公開されたこともあり、プレイヤーの数は比較的多かった。2005年5月21日に行われた公式オフラインイベント「RJC2005」にて、接続人数が10万を突破したと発表された。プレイヤーは、メインのアカウントの他に、露店を立てるための商人アカウントや支援をするためのアカウントをそれぞれ同時に立ち上げている事もあるため、接続人数はプレイヤーの数とは一致しない。
ラグナロクオンラインには、ワールドと呼ばれるそれぞれ独立したサーバ群が13個存在し、プレイヤーのデータをワールド間で共有できない。1つのワールドに問題なくプレイできる接続人数は、3000程度である。しかし、ベータテスト時代から公開されているワールドには、1万を超えるプレイヤーが常時接続していたため、過剰な負荷からサーバのメンテナンスが頻繁に行われ、プレイに支障をきたしたり予期しない事態が発生することが頻繁にあった。正式サービス開始後もこの状態が続いたため、3回にわたってプレイヤーの分散を目的として、新規に追加するワールドに既存のワールドの希望者のキャラクターデータを移すマイグレーションが実施された。ワールドの数は、最大時で25個まで増加したが、接続人数の減少等によりワールドの統合が行われ、13個に減少している。
第一四半期の最大接続者数と平均接続者数（グラビティ社IR資料による）
2008年　最大 61800人、平均 24674人
2009年　最大 58171人、平均 24554人
2010年　最大 52585人、平均 20232人
2011年　最大 43869人、平均 17983人
2012年　最大 38984人、平均 15079人
2013年　最大 32270人、平均 11696人
2014年　最大 19547人、平均 7296人
2015年　最大 16821人、平均 6619人
2016年　最大 14874人、平均 5893人
2024年4月付で接続者数の公表が終了。最後に確認できる2024年1～3月の最大接続者数は8149人であった。

## jROワールドリスト
日本のラグナロクオンラインにおけるワールドは2017年11月14日現在、通常ワールドとして13、他プレイヤーに対する攻撃（Player Kill、略称はPK）が可能なワールドが1、露店販売専用のワールドが1、の計14ワールドが稼動中である。一部を除き4ワールドずつを一纏めにグループ分けがされているが、過去にワールド数が非常に多くなったための分散化を目的とした措置であり、グループ内であってもキャラクターのワールド間の行き来は出来ない。
また、テストサーバーについては2006年11月13日現在、一般プレイヤーは一切参加する事ができない。
旧ワールドの名前はすべて原作漫画の登場人物、新ワールドについては北欧神話に関連する名称や、登場するヴァルキリーの名前からきている。
- 現ワールド名（2012年4月17日〜）
  - Group1…Lif（リーヴ）、Mimir（ミーミル）、Olrun（エルルーン）、Sigrun（シグルーン）
  - Group2…Alvitr（アルヴィト）、Hervor（ヘルヴォル）、Idavoll（イザヴェル）、Trudr（スルーズ）
  - Group3…Frigg（フリッグ）、Gimle（ギムレー）、Radgrid（ラーズグリーズ）、Vali（ヴァーリ）
  - …Breidablik（ブレイザブリク）（2013年5月21日〜）
  - …Yggdrasill（イグドラシル）（2018年4月10日～）
  - PK Server…Urdr（ウルド）
  - 露店専用 Server…Noatun（ノアトゥーン）（2018年10月30日～）
- 旧ワールド名（〜2012年4月16日）
  - Group1…Verdandi（ヴェルダンディ）、Magni（マグニ）、Surt（スルト）、Forsety（フォルセティ）、Garm（ガルム）、Norn（ノルン）
  - Group2…Tyr（チュール）、Idun（イドゥン）、Eir（エイル）、Freya（フレイア）、Baldur（バルダー、バルドル）、Chaos（ケイオス、カオス）
  - Group3…Thor（トール）、Bijou（ビジョウ）、Ses（シズ）、Sara（サラ）、Fenrir（フェンリル）、Loki（ロキ）、
  - Group4…Lydia（リディア）、Tiamet（ティアメット）、Lisa（リサ）、Odin（オーディン）、Heimdal（ヘイムダル）、Iris（アイリス）
  - PK Server…Urdr（ウルド）
  - test Server…Sakray（サクライ）、Tanathos（タナトス）、Valkyrie（ヴァルキリー）
  - イベント専用 Server…RJC20○○・RWC20○○
  - Free Server…Skuld（スクルド）

各ワールドはそれぞれ追加時期などによって相違点がある。
初期ワールド（Chaos、Loki、Iris、Fenrir）
初期ワールドは正式サービス開始以前から存在するワールドで、Chaos、Loki（ロキ）、Iris、Fenrirの4つであり、俗に最古鯖と呼ばれる。ただし、最古鯖はChaosのみを指す場合もある。Lokiは2002年2月に、Irisは2002年3月に追加。Fenrirのみβ2テスト時に追加された。Chaos、Loki、Irisの3ワールドには非常に多くの人数が参加しており、正常にプレイできる限界人数と言われている5,000人を遥かに越える最高12,000人以上の接続数があったため、過密状態が続き数々の不具合が生じていた。それら3つにやや遅れてFenrirができたことで、その処理の重さに耐えかねたプレイヤーはFenrirでキャラクターを作成しなおした。そのため、初期ワールドの中ではFenrirだけは、初期と第二期の両方の特徴を備えている。
第二期ワールド（Sara、Lydia、Baldur）
正式サービス開始直前に追加されたワールド。Sara、Lydia、Baldurの3つで、やはりそれぞれ以前までのワールドの状況に不満を持ち移住した者が多い。余談だが、第三期ワールドが登場する直前まで (New!!) という表記がワールド名の後ろに付けられていた。
第三期ワールド（Odin、Thor、Freya、Bijou）
正式サービス開始以来、初めて既存のワールドから新規ワールドにキャラクターデータを引き継ぐことができる第1回マイグレーションプランが実施された。Odin（オーディン）、Thor、Freya、Bijouの4つからなり、それぞれ初期の4ワールドからの移住に対応していた。
しかし、移住にあたってアイテムやゼニーの持ち越しなど、いくつかの重要な項目が非公開とされたため、多くのプレイヤーは既存のワールドの不具合にストレスを募らせつつも移住を行わなかった。その結果、移住希望者の数は極めて少なく、このプランは失敗に終わった。運営会社はこの失敗を教訓に、第2回マイグレーションではいくつかの改善を行っている。
移住としては失敗に終わっているが、そのおかげで人数過多になる恐れが無かった事、ワールドリストの最上段に長期間配置されていたことで、新規参入者が多く、人数そのものは最終的に他のワールドと変わらないレベルまでになる。
第四期ワールド（Idun、Heimdal、 Eir、Tyr、Lisa、Ses、Tiamet）
2004年5月18日-5月20日の間に実施された第2回マイグレーションプランにより、追加された。Idun、Heimdal、Eir、Tyr、Lisa、Ses、Tiametの7ワールド。それぞれ順にChaos、Loki、Iris、Fenrir、Sara、Lydia、Baldurからの移住者がいる。
前回の教訓を生かし、移住条件を完全に公開すると共に、移住方法について「ワールドの内容を完全コピーする方法（Aプラン）」と、「希望者のデータのみを移す方法（Bプラン）」の2案を提示して事前アンケートが行われた。この2案のうち「Bプラン」は「通常通りデータを移動し、移住元ワールドのデータは無くなる」方式だったが、「Aプラン」は「移住元から移住先にキャラクターデータをコピーし、（接続人数などで）気に入った方に定着してもらう（＝使わない方のワールドのデータはそのまま残る）」という方式だったため、ユーザーの間で議論を巻き起こした。例えば自分が移住することを決めた場合、移住しないことを決めたプレイヤーに対して「Chaosワールドのアイテムを全部あげるから、Idunワールドでのアイテムを全部くれ」という、ワールド間取引（規約違反行為）まがいの事が可能になってしまうためである。最終的には投票の結果、「Bプラン」に落ち着いた。
初期ワールドのうち元々プレイ人数の少なかったFenrirからの移住先であるTyrは非常に人数が少ない。また、第2回マイグレーション開始前に第二期ワールドではサーバーダウンや頻繁なラグなどの不具合が相次いだ事から現在のサーバーに不満を持った者が多く、1/3を超える大人数が新規ワールドへと移動した。
第五期ワールド（Verdandi、Magni、Surt、Forsety、Garm）
2005年4月5日-同年4月26日に行われた第3回マイグレーションプランによってChaos、Loki、Iris、FenrirからそれぞれMagni、Surt、Forsety、Garmへの移住を実施された。また、2005年3月29日に新設されたVerdandiは、これまでのマイグレーションプランで追加されたワールドとは違い、完全にゼロから新規スタートしたワールドとなっている。既存のワールドからの移住の無い新ワールドの増設は、ラグナロクオンライン正式サービス開始以来初めてのことだが、不正対策が行われなかった所為もあり開設当初からBOTの存在に悩まされるワールドだった。
第六期ワールド（Norn）
2010年7月6日、3次職とリニューアル仕様の実装に伴って5年ぶりに新設された。開設から1ヶ月間のみ無料開放された後、通常サービスへ移行した。
統合ワールド（Lif、Mimir、Olrun、Sigrun、Alvitr、Hervor、Idavoll、Trudr、Frigg、Gimle、Radgrid、Vali）
同時接続人数の減少や、新規ワールドでの接続人数の伸び悩みが主な要因として、2012年4月17日に通常ワールド24サーバーを12サーバーへ統合。統合されたサーバーの基準は過去のマイグレーションで分かれた関連サーバー同士、または完全新規として稼動されたサーバー同士となっている。詳細は下記ワールド系図を参照。なお、Friggワールドの名称については当初はKara（カーラ）となる予定だったが、北欧神話よりも韓流アイドルグループのKARAを連想させるという指摘があり、この名前に変更された。
第七期ワールド（Breidablik）
2013年5月21日、11周年を半年後に控え「βプロジェクト」と仮称して3年ぶりに新設された。開設時は、仮称の通りβテスト時代に似せた仕様（基本仕様はリニューアル（RR化）後のものであるため完全再現は出来ない）の、1次職とルーンミッドガッツ王国近辺のマップのみ公開した状態で無料開放され、「10年の歴史を6ヶ月で凝縮体験」というテーマに沿って数回目の定期メンテ毎に段階的にアップデートする形で、当時の通常ワールドと同じ状態へ近付くように各要素を実装して行った。
無料開放期間は、テーマにもあるように開始当初は11周年になる12月初旬までの約半年間で終了予定だったが、途中で3ヶ月間の延長が発表された。2014年3月18日の定期メンテをもって終了し、その後通常サービスへの移行と同時に、3次職とその新スキルを実装した覚醒パッチが適用された。
接続者数はサービス開始後暫くして一時的に8000人を越えたが、パーティープレイの仕様変更などが適用される毎に大幅に減少して行き、無料期間終了間際には1500人前後、通常サービス移行後も暫く減少し、一時は1000人前後にまでなった。2021年2月現在は2500人前後まで持ち直しており、全ワールド中で最も接続者数が多い。

無料期間中、毎週の土日に1日各2回ずつの定期イベント「モンスターハウス」が開催されていた。これはBreidablikワールドの通常サービス移行後、仕様を大幅に変更して全ワールドに実装された。
PK可能ワールド (Urdr)
2005年11月29日に新ワールドとして実装された。このワールドでは、これまではPvP、GvG、ギルドダンジョン以外の通常マップでは不可能だったPKが可能である。対象は街の中及びその周辺の一部を除いた全マップに適用される。
Urdr独自のシステムとして「キラーシステム」がある。このシステムは、他プレイヤーをPKすることにより「キラーポイント」を獲得することができ、これが一定値以上たまると「マーダラー」となって能力値が上昇するなどの特典が得られる。また、モンスターを倒した際の経験値も通常ワールドと比べて多いが、プレイヤーが戦闘不能になった時に減る経験値も多い。
PvPやシーズモードのGvGと仕様が微妙に違い、シーズモードによるスキル制限は無いが阿修羅の威力がシーズモードとなっている。
Urdr独自のルールとして運営によってマナー違反行為が禁止されておらず、横殴りやMPKなどを行っても通常ワールドのようなマナー違反の対象にならない。これは多くMAPでプレイヤーキルが許可されているため何時PKによってプレイヤーに倒されてしまうかわからない為である。
また詐欺や他のプレイヤーへの暴言、他のプレイヤーへの迷惑行為も運営によって許可されておりウルティマオンラインのように悪人をロールすることも可能（ただしハラスメントになる場合は処置の対象である）。
露店専用ワールド（Noatun）
2018年10月30日に実装された、その名の通り露店販売に特化したワールド。
キャラを作成した時点で職業が商人で固定されており、露店開設やプッシュカートなどの販売に使用するスキルのみ所持している。また行動範囲が限定されている上に敵がおらず戦闘も出来ないため育成は不可能。
ワールド倉庫を経て取り出した為替をZenyに換金できるが、為替レートが他ワールドの1000分の1で設定されている。そのため露店においても他ワールドの1000倍まで価格を設定可能で、逆に為替レートの関係上、999z以下の商品の販売は不可。他ワールドの露店では価格を設定できない高額商品を販売するのが主な用途となっている。
テストワールド　（Sakray、Tanathos、Valkyrie）
これら上記のワールド以外に、Sakray（サクライ）、Tanathos（タナトス）が存在する。それぞれローカライズ及びテスト用、データ展開検証及びリザーブサーバー用としての使用とされる。ただし、Sakrayはガンホー社及びグラビティ社内でのみアクセス可能なオンラインサーバーであり、Tanathosはガンホー社内からのみアクセスが可能なオフラインサーバーである。Sakrayは、韓国や国際サーバーなどとは異なり一般には公開されていないが、設定ミスでワールドセレクト画面に誤ってSakrayの名前が並んでしまったこともある。
テスト用サーバーという名目が掲げられているが、一般公開されておらず何が行われているかが不透明であるのに加え、翻訳の誤字脱字はもちろん既に韓国で発見され修正済みである致命的バグが残ったまま日本のサーバーに実装される事が何度もあったため、テストサーバーとしてしっかり使われているのかどうか疑わしいとの懸念がユーザーに広まっている。
また、以前公式ホームページにアップロードされた写真に通常では作ることのできない装備（精錬済みサングラス）が写っているというミスがあり、社員による私的利用も噂された。
2006年11月9日には、期間限定でValkyrie（ヴァルキリー）が一般に開放された。これはギルド攻城戦における不具合を修正するために、一般プレイヤーもデバッグに参加させることを目的としたものだった。このときは、プレイヤーにベースレベル80のキャラクターが提供され、アイテムや装備が安く販売された。
2010年7月に行われた3次職実装及び公式変更に伴うテストサーバーとしてSakrayJサーバーが1ヶ月弱開放。前のテストと違い、申し込み及びテスト終了期間までの事前課金が必要となっている。
このサーバーは2011年9月のバランス調整テスト、2012年の3次職スキル調整テストでも開放された。
イベント専用ワールド
対人戦大会（（RJC20○○、RWC20○○）※20○○はその年の年号）等のイベントを目的に専用の特設ワールドや、大会出場者の練習専用ワールドが用意されることがある。
大会ルールに基づくアイテムやカード、装備の販売を行う特殊NPCが設置されている。
ステータスリセット・スキルリセット・特定の値にレベルアップ、転生・転職、外見変更等のキャラクターセッティングが行える。
カード装備アイテム1ゼニー売り等の特殊NPCが設置されている。
イベント専用ワールドのため、大会ルールや特定マップでの使用が制限されるスキルを元から使うことができない等の制限があり、通常のワールドとは少しゲーム内容が異なる。
近年では大会とは無関係に、古代遺跡イベント用や3次職セカンドコスチュームの体験用に用意された。
無料ワールド　（Skuld）
2008年7月〜9月の期間限定で開設された無料解放のワールド。
1つの既存ワールド用サーバーの一部を使って開設されるワールドで、期間終了後はキャラデータが該当する既存ワールドに引き継がれる。結婚やGvGがないなど既存ワールドに比べて幾つかの制限があった。初回はVerdandi用サーバーで開設され、それ以降も開設先を主に接続者数の少ないワールドに変更して度々開催された。
当初は各サーバの接続者数が+500人分増える等効果があったが、終盤では+50人程度の増加しか見られなくなった。
実際には期間限定無料ワールドオープンと同時に各既存サーバーの接続者数が微減する為、既存サーバーから人が来ているだけだとされている。
新規作成アカウントが期間限定で無料プレーできるWelcomeサービスが、2010年2月21日よりワールド輪番で開始されると共に廃止。またWelcomeサービスも後に廃止され、新規作成アカウントのみ14日間無料になるトライアルサービスが全ワールドに適用されるようになった。
その他、既存の休止アカウント向けに月数回、夜間限定無料のラグホーダイや3日連続無料開放（中日以外の2日間は時間が少ないため実質1日半もない）などが開催されるようにもなっている。

### ワールド系図
点線はワールド分裂、実線はワールド統合を示す。背景色が水色のものは新設ワールド、白色のものはマイグレーションの移住先ワールド、赤色のものは統合先ワールド。ワールド名の下の日付はオープン日。
| Chaos2001年11月28日 | Chaos2001年11月28日 | Chaos2001年11月28日 | Chaos2001年11月28日 | Chaos2001年11月28日  | Chaos2001年11月28日  |                      |                      |                      |                      |                    |                    |                      |                    |  |  |                       |                       |                       |                       |                       |                       |  |  |                  |  |  |  | Vali2012年4月17日    | Vali2012年4月17日    | Vali2012年4月17日       | Vali2012年4月17日    | Vali2012年4月17日    | Vali2012年4月17日    |  |  |
| Chaos2001年11月28日 | Chaos2001年11月28日 | Chaos2001年11月28日 | Chaos2001年11月28日 | Chaos2001年11月28日  | Chaos2001年11月28日  |                      |                      |                      |                      |                    |                    |                      |                    |  |  |                       |                       |                       |                       |                       |                       |  |  |                  |  |  |  | Vali2012年4月17日    | Vali2012年4月17日    | Vali2012年4月17日       | Vali2012年4月17日    | Vali2012年4月17日    | Vali2012年4月17日    |  |  |
|                     |                     |                     |                     |                      |                      |                      |                      |                      |                      |                    |                    |                      |                    |  |  | Magni2005年4月5日     |                       |                       |                       |                       |                       |  |  |                  |  |  |  |                      |                      |                         |                      |                      |                      |  |  |
|                     |                     |                     |                     |                      |                      |                      |                      |                      |                      |                    |                    |                      |                    |  |  |                       |                       |                       |                       |                       |                       |  |  |                  |  |  |  |                      |                      |                         |                      |                      |                      |  |  |
|                     |                     |                     |                     |                      |                      |                      |                      | Odin2003年6月27日    | Odin2003年6月27日    | Odin2003年6月27日  | Odin2003年6月27日  | Odin2003年6月27日    | Odin2003年6月27日  |  |  |                       |                       |                       |                       |                       |                       |  |  |                  |  |  |  | Hervor2012年4月17日  | Hervor2012年4月17日  | Hervor2012年4月17日     | Hervor2012年4月17日  | Hervor2012年4月17日  | Hervor2012年4月17日  |  |  |
|                     |                     |                     |                     |                      |                      |                      |                      |                      | Odin2003年6月27日    | Odin2003年6月27日  | Odin2003年6月27日  | Odin2003年6月27日    | Odin2003年6月27日  |  |  |                       |                       |                       |                       |                       |                       |  |  |                  |  |  |  | Hervor2012年4月17日  | Hervor2012年4月17日  | Hervor2012年4月17日     | Hervor2012年4月17日  | Hervor2012年4月17日  | Hervor2012年4月17日  |  |  |
|                     |                     |                     |                     |                      |                      |                      |                      |                      |                      |                    |                    |                      |                    |  |  |                       |                       |                       |                       |                       |                       |  |  |                  |  |  |  |                      |                      |                         |                      |                      |                      |  |  |
|                     |                     |                     |                     |                      |                      |                      |                      |                      |                      |                    |                    | Idun2004年5月18日    |                    |  |  |                       |                       |                       |                       |                       |                       |  |  |                  |  |  |  |                      |                      |                         |                      |                      |                      |  |  |
|                     |                     |                     |                     |                      |                      |                      |                      |                      |                      |                    |                    |                      |                    |  |  |                       |                       |                       |                       |                       |                       |  |  |                  |  |  |  |                      |                      |                         |                      |                      |                      |  |  |
|                     |                     |                     |                     |                      |                      |                      |                      |                      |                      |                    |                    |                      |                    |  |  |                       |                       |                       |                       |                       |                       |  |  |                  |  |  |  |                      |                      |                         |                      |                      |                      |  |  |
| Loki2002年3月4日    | Loki2002年3月4日    | Loki2002年3月4日    | Loki2002年3月4日    | Loki2002年3月4日     | Loki2002年3月4日     |                      |                      |                      |                      |                    |                    |                      |                    |  |  |                       |                       |                       |                       |                       |                       |  |  |                  |  |  |  | Frigg2012年4月17日   | Frigg2012年4月17日   | Frigg2012年4月17日      | Frigg2012年4月17日   | Frigg2012年4月17日   | Frigg2012年4月17日   |  |  |
| Loki2002年3月4日    | Loki2002年3月4日    | Loki2002年3月4日    | Loki2002年3月4日    | Loki2002年3月4日     | Loki2002年3月4日     |                      |                      |                      |                      |                    |                    |                      |                    |  |  |                       |                       |                       |                       |                       |                       |  |  |                  |  |  |  | Frigg2012年4月17日   | Frigg2012年4月17日   | Frigg2012年4月17日      | Frigg2012年4月17日   | Frigg2012年4月17日   | Frigg2012年4月17日   |  |  |
|                     |                     |                     |                     |                      |                      |                      |                      |                      |                      |                    |                    |                      |                    |  |  | Surt2005年4月5日      |                       |                       |                       |                       |                       |  |  |                  |  |  |  |                      |                      |                         |                      |                      |                      |  |  |
|                     |                     |                     |                     |                      |                      |                      |                      |                      |                      |                    |                    |                      |                    |  |  |                       |                       |                       |                       |                       |                       |  |  |                  |  |  |  |                      |                      |                         |                      |                      |                      |  |  |
|                     |                     |                     |                     |                      |                      |                      |                      | Thor2003年6月27日    | Thor2003年6月27日    | Thor2003年6月27日  | Thor2003年6月27日  | Thor2003年6月27日    | Thor2003年6月27日  |  |  |                       |                       |                       |                       |                       |                       |  |  |                  |  |  |  | Gimle2012年4月17日   | Gimle2012年4月17日   | Gimle2012年4月17日      | Gimle2012年4月17日   | Gimle2012年4月17日   | Gimle2012年4月17日   |  |  |
|                     |                     |                     |                     |                      |                      |                      |                      |                      | Thor2003年6月27日    | Thor2003年6月27日  | Thor2003年6月27日  | Thor2003年6月27日    | Thor2003年6月27日  |  |  |                       |                       |                       |                       |                       |                       |  |  |                  |  |  |  | Gimle2012年4月17日   | Gimle2012年4月17日   | Gimle2012年4月17日      | Gimle2012年4月17日   | Gimle2012年4月17日   | Gimle2012年4月17日   |  |  |
|                     |                     |                     |                     |                      |                      |                      |                      |                      |                      |                    |                    |                      |                    |  |  |                       |                       |                       |                       |                       |                       |  |  |                  |  |  |  |                      |                      |                         |                      |                      |                      |  |  |
|                     |                     |                     |                     |                      |                      |                      |                      |                      |                      |                    |                    | Heimdal2004年5月18日 |                    |  |  |                       |                       |                       |                       |                       |                       |  |  |                  |  |  |  |                      |                      |                         |                      |                      |                      |  |  |
|                     |                     |                     |                     |                      |                      |                      |                      |                      |                      |                    |                    |                      |                    |  |  |                       |                       |                       |                       |                       |                       |  |  |                  |  |  |  |                      |                      |                         |                      |                      |                      |  |  |
|                     |                     |                     |                     |                      |                      |                      |                      |                      |                      |                    |                    |                      |                    |  |  |                       |                       |                       |                       |                       |                       |  |  |                  |  |  |  |                      |                      |                         |                      |                      |                      |  |  |
| Iris2002年3月13日   | Iris2002年3月13日   | Iris2002年3月13日   | Iris2002年3月13日   | Iris2002年3月13日    | Iris2002年3月13日    |                      |                      |                      |                      |                    |                    |                      |                    |  |  |                       |                       |                       |                       |                       |                       |  |  |                  |  |  |  | Olrun2012年4月17日   | Olrun2012年4月17日   | Olrun2012年4月17日      | Olrun2012年4月17日   | Olrun2012年4月17日   | Olrun2012年4月17日   |  |  |
| Iris2002年3月13日   | Iris2002年3月13日   | Iris2002年3月13日   | Iris2002年3月13日   | Iris2002年3月13日    | Iris2002年3月13日    |                      |                      |                      |                      |                    |                    |                      |                    |  |  |                       |                       |                       |                       |                       |                       |  |  |                  |  |  |  | Olrun2012年4月17日   | Olrun2012年4月17日   | Olrun2012年4月17日      | Olrun2012年4月17日   | Olrun2012年4月17日   | Olrun2012年4月17日   |  |  |
|                     |                     |                     |                     |                      |                      |                      |                      |                      |                      |                    |                    |                      |                    |  |  | Forsety2005年4月5日   |                       |                       |                       |                       |                       |  |  |                  |  |  |  |                      |                      |                         |                      |                      |                      |  |  |
|                     |                     |                     |                     |                      |                      |                      |                      |                      |                      |                    |                    |                      |                    |  |  |                       |                       |                       |                       |                       |                       |  |  |                  |  |  |  |                      |                      |                         |                      |                      |                      |  |  |
|                     |                     |                     |                     |                      |                      |                      |                      | Freya2003年6月27日   | Freya2003年6月27日   | Freya2003年6月27日 | Freya2003年6月27日 | Freya2003年6月27日   | Freya2003年6月27日 |  |  |                       |                       |                       |                       |                       |                       |  |  |                  |  |  |  | Trudr2012年4月17日   | Trudr2012年4月17日   | Trudr2012年4月17日      | Trudr2012年4月17日   | Trudr2012年4月17日   | Trudr2012年4月17日   |  |  |
|                     |                     |                     |                     |                      |                      |                      |                      |                      | Freya2003年6月27日   | Freya2003年6月27日 | Freya2003年6月27日 | Freya2003年6月27日   | Freya2003年6月27日 |  |  |                       |                       |                       |                       |                       |                       |  |  |                  |  |  |  | Trudr2012年4月17日   | Trudr2012年4月17日   | Trudr2012年4月17日      | Trudr2012年4月17日   | Trudr2012年4月17日   | Trudr2012年4月17日   |  |  |
|                     |                     |                     |                     |                      |                      |                      |                      |                      |                      |                    |                    |                      |                    |  |  |                       |                       |                       |                       |                       |                       |  |  |                  |  |  |  |                      |                      |                         |                      |                      |                      |  |  |
|                     |                     |                     |                     |                      |                      |                      |                      |                      |                      |                    |                    | Eir2004年5月18日     |                    |  |  |                       |                       |                       |                       |                       |                       |  |  |                  |  |  |  |                      |                      |                         |                      |                      |                      |  |  |
|                     |                     |                     |                     |                      |                      |                      |                      |                      |                      |                    |                    |                      |                    |  |  |                       |                       |                       |                       |                       |                       |  |  |                  |  |  |  |                      |                      |                         |                      |                      |                      |  |  |
|                     |                     |                     |                     |                      |                      |                      |                      |                      |                      |                    |                    |                      |                    |  |  |                       |                       |                       |                       |                       |                       |  |  |                  |  |  |  |                      |                      |                         |                      |                      |                      |  |  |
| Fenrir2002年9月30日 | Fenrir2002年9月30日 | Fenrir2002年9月30日 | Fenrir2002年9月30日 | Fenrir2002年9月30日  | Fenrir2002年9月30日  |                      |                      |                      |                      |                    |                    |                      |                    |  |  |                       |                       |                       |                       |                       |                       |  |  |                  |  |  |  | Radgrid2012年4月17日 | Radgrid2012年4月17日 | Radgrid2012年4月17日    | Radgrid2012年4月17日 | Radgrid2012年4月17日 | Radgrid2012年4月17日 |  |  |
| Fenrir2002年9月30日 | Fenrir2002年9月30日 | Fenrir2002年9月30日 | Fenrir2002年9月30日 | Fenrir2002年9月30日  | Fenrir2002年9月30日  |                      |                      |                      |                      |                    |                    |                      |                    |  |  |                       |                       |                       |                       |                       |                       |  |  |                  |  |  |  | Radgrid2012年4月17日 | Radgrid2012年4月17日 | Radgrid2012年4月17日    | Radgrid2012年4月17日 | Radgrid2012年4月17日 | Radgrid2012年4月17日 |  |  |
|                     |                     |                     |                     |                      |                      |                      |                      |                      |                      |                    |                    |                      |                    |  |  | Garm2005年4月5日      |                       |                       |                       |                       |                       |  |  |                  |  |  |  |                      |                      |                         |                      |                      |                      |  |  |
|                     |                     |                     |                     |                      |                      |                      |                      |                      |                      |                    |                    |                      |                    |  |  |                       |                       |                       |                       |                       |                       |  |  |                  |  |  |  |                      |                      |                         |                      |                      |                      |  |  |
|                     |                     |                     |                     |                      |                      |                      |                      | Bijou2003年6月27日   | Bijou2003年6月27日   | Bijou2003年6月27日 | Bijou2003年6月27日 | Bijou2003年6月27日   | Bijou2003年6月27日 |  |  |                       |                       |                       |                       |                       |                       |  |  |                  |  |  |  | Alvitr2012年4月17日  | Alvitr2012年4月17日  | Alvitr2012年4月17日     | Alvitr2012年4月17日  | Alvitr2012年4月17日  | Alvitr2012年4月17日  |  |  |
|                     |                     |                     |                     |                      |                      |                      |                      |                      | Bijou2003年6月27日   | Bijou2003年6月27日 | Bijou2003年6月27日 | Bijou2003年6月27日   | Bijou2003年6月27日 |  |  |                       |                       |                       |                       |                       |                       |  |  |                  |  |  |  | Alvitr2012年4月17日  | Alvitr2012年4月17日  | Alvitr2012年4月17日     | Alvitr2012年4月17日  | Alvitr2012年4月17日  | Alvitr2012年4月17日  |  |  |
|                     |                     |                     |                     |                      |                      |                      |                      |                      |                      |                    |                    |                      |                    |  |  |                       |                       |                       |                       |                       |                       |  |  |                  |  |  |  |                      |                      |                         |                      |                      |                      |  |  |
|                     |                     |                     |                     |                      |                      |                      |                      |                      |                      |                    |                    | Tyr2004年5月18日     |                    |  |  |                       |                       |                       |                       |                       |                       |  |  |                  |  |  |  |                      |                      |                         |                      |                      |                      |  |  |
|                     |                     |                     |                     |                      |                      |                      |                      |                      |                      |                    |                    |                      |                    |  |  |                       |                       |                       |                       |                       |                       |  |  |                  |  |  |  |                      |                      |                         |                      |                      |                      |  |  |
|                     |                     |                     |                     |                      |                      |                      |                      |                      |                      |                    |                    |                      |                    |  |  |                       |                       |                       |                       |                       |                       |  |  |                  |  |  |  |                      |                      |                         |                      |                      |                      |  |  |
|                     |                     |                     |                     | Sara2002年11月12日   | Sara2002年11月12日   | Sara2002年11月12日   | Sara2002年11月12日   | Sara2002年11月12日   | Sara2002年11月12日   |                    |                    |                      |                    |  |  |                       |                       |                       |                       |                       |                       |  |  |                  |  |  |  | Idavoll2012年4月17日 | Idavoll2012年4月17日 | Idavoll2012年4月17日    | Idavoll2012年4月17日 | Idavoll2012年4月17日 | Idavoll2012年4月17日 |  |  |
|                     |                     |                     |                     | Sara2002年11月12日   | Sara2002年11月12日   | Sara2002年11月12日   | Sara2002年11月12日   | Sara2002年11月12日   | Sara2002年11月12日   |                    |                    |                      |                    |  |  |                       |                       |                       |                       |                       |                       |  |  |                  |  |  |  | Idavoll2012年4月17日 | Idavoll2012年4月17日 | Idavoll2012年4月17日    | Idavoll2012年4月17日 | Idavoll2012年4月17日 | Idavoll2012年4月17日 |  |  |
|                     |                     |                     |                     |                      |                      |                      |                      |                      |                      |                    |                    | Lisa2004年5月18日    |                    |  |  |                       |                       |                       |                       |                       |                       |  |  |                  |  |  |  |                      |                      |                         |                      |                      |                      |  |  |
|                     |                     |                     |                     |                      |                      |                      |                      |                      |                      |                    |                    |                      |                    |  |  |                       |                       |                       |                       |                       |                       |  |  |                  |  |  |  |                      |                      |                         |                      |                      |                      |  |  |
|                     |                     |                     |                     |                      |                      |                      |                      |                      |                      |                    |                    |                      |                    |  |  |                       |                       |                       |                       |                       |                       |  |  |                  |  |  |  |                      |                      |                         |                      |                      |                      |  |  |
|                     |                     |                     |                     | Lydia2002年11月12日  | Lydia2002年11月12日  | Lydia2002年11月12日  | Lydia2002年11月12日  | Lydia2002年11月12日  | Lydia2002年11月12日  |                    |                    |                      |                    |  |  |                       |                       |                       |                       |                       |                       |  |  |                  |  |  |  | Mimir2012年4月17日   | Mimir2012年4月17日   | Mimir2012年4月17日      | Mimir2012年4月17日   | Mimir2012年4月17日   | Mimir2012年4月17日   |  |  |
|                     |                     |                     |                     | Lydia2002年11月12日  | Lydia2002年11月12日  | Lydia2002年11月12日  | Lydia2002年11月12日  | Lydia2002年11月12日  | Lydia2002年11月12日  |                    |                    |                      |                    |  |  |                       |                       |                       |                       |                       |                       |  |  |                  |  |  |  | Mimir2012年4月17日   | Mimir2012年4月17日   | Mimir2012年4月17日      | Mimir2012年4月17日   | Mimir2012年4月17日   | Mimir2012年4月17日   |  |  |
|                     |                     |                     |                     |                      |                      |                      |                      |                      |                      |                    |                    | Ses2004年5月18日     |                    |  |  |                       |                       |                       |                       |                       |                       |  |  |                  |  |  |  |                      |                      |                         |                      |                      |                      |  |  |
|                     |                     |                     |                     |                      |                      |                      |                      |                      |                      |                    |                    |                      |                    |  |  |                       |                       |                       |                       |                       |                       |  |  |                  |  |  |  |                      |                      |                         |                      |                      |                      |  |  |
|                     |                     |                     |                     |                      |                      |                      |                      |                      |                      |                    |                    |                      |                    |  |  |                       |                       |                       |                       |                       |                       |  |  |                  |  |  |  |                      |                      |                         |                      |                      |                      |  |  |
|                     |                     |                     |                     | Baldur2002年11月12日 | Baldur2002年11月12日 | Baldur2002年11月12日 | Baldur2002年11月12日 | Baldur2002年11月12日 | Baldur2002年11月12日 |                    |                    |                      |                    |  |  |                       |                       |                       |                       |                       |                       |  |  |                  |  |  |  | Sigrun2012年4月17日  | Sigrun2012年4月17日  | Sigrun2012年4月17日     | Sigrun2012年4月17日  | Sigrun2012年4月17日  | Sigrun2012年4月17日  |  |  |
|                     |                     |                     |                     | Baldur2002年11月12日 | Baldur2002年11月12日 | Baldur2002年11月12日 | Baldur2002年11月12日 | Baldur2002年11月12日 | Baldur2002年11月12日 |                    |                    |                      |                    |  |  |                       |                       |                       |                       |                       |                       |  |  |                  |  |  |  | Sigrun2012年4月17日  | Sigrun2012年4月17日  | Sigrun2012年4月17日     | Sigrun2012年4月17日  | Sigrun2012年4月17日  | Sigrun2012年4月17日  |  |  |
|                     |                     |                     |                     |                      |                      |                      |                      |                      |                      |                    |                    | Tiamet2004年5月18日  |                    |  |  |                       |                       |                       |                       |                       |                       |  |  |                  |  |  |  |                      |                      |                         |                      |                      |                      |  |  |
|                     |                     |                     |                     |                      |                      |                      |                      |                      |                      |                    |                    |                      |                    |  |  |                       |                       |                       |                       |                       |                       |  |  |                  |  |  |  |                      |                      |                         |                      |                      |                      |  |  |
|                     |                     |                     |                     |                      |                      |                      |                      |                      |                      |                    |                    |                      |                    |  |  |                       |                       |                       |                       |                       |                       |  |  |                  |  |  |  |                      |                      |                         |                      |                      |                      |  |  |
|                     |                     |                     |                     |                      |                      |                      |                      |                      |                      |                    |                    |                      |                    |  |  | Verdandi2005年3月29日 | Verdandi2005年3月29日 | Verdandi2005年3月29日 | Verdandi2005年3月29日 | Verdandi2005年3月29日 | Verdandi2005年3月29日 |  |  |                  |  |  |  | Lif2012年4月17日     | Lif2012年4月17日     | Lif2012年4月17日        | Lif2012年4月17日     | Lif2012年4月17日     | Lif2012年4月17日     |  |  |
|                     |                     |                     |                     |                      |                      |                      |                      |                      |                      |                    |                    |                      |                    |  |  | Verdandi2005年3月29日 | Verdandi2005年3月29日 | Verdandi2005年3月29日 | Verdandi2005年3月29日 | Verdandi2005年3月29日 | Verdandi2005年3月29日 |  |  |                  |  |  |  | Lif2012年4月17日     | Lif2012年4月17日     | Lif2012年4月17日        | Lif2012年4月17日     | Lif2012年4月17日     | Lif2012年4月17日     |  |  |
|                     |                     |                     |                     |                      |                      |                      |                      |                      |                      |                    |                    |                      |                    |  |  |                       |                       |                       |                       |                       |                       |  |  |                  |  |  |  |                      |                      |                         |                      |                      |                      |  |  |
|                     |                     |                     |                     |                      |                      |                      |                      |                      |                      |                    |                    |                      |                    |  |  |                       |                       |                       |                       |                       |                       |  |  | Norn2010年7月6日 |  |  |  |                      |                      |                         |                      |                      |                      |  |  |
|                     |                     |                     |                     |                      |                      |                      |                      |                      |                      |                    |                    |                      |                    |  |  |                       |                       |                       |                       |                       |                       |  |  |                  |  |  |  |                      |                      |                         |                      |                      |                      |  |  |
|                     |                     |                     |                     |                      |                      |                      |                      |                      |                      |                    |                    |                      |                    |  |  |                       |                       |                       |                       |                       |                       |  |  |                  |  |  |  |                      |                      | Breidablik2013年5月21日 |                      |                      |                      |  |  |
|                     |                     |                     |                     |                      |                      |                      |                      |                      |                      |                    |                    |                      |                    |  |  |                       |                       |                       |                       |                       |                       |  |  |                  |  |  |  |                      |                      |                         |                      |                      |                      |  |  |
|                     |                     |                     |                     |                      |                      |                      |                      |                      |                      |                    |                    |                      |                    |  |  |                       |                       |                       |                       | Urdr2005年11月29日    |                       |  |  |                  |  |  |  |                      |                      |                         |                      |                      |                      |  |  |

## サーバ環境など
データセンター
使用しているデータセンターは、リネージュやウルティマオンライン (UO) も利用している、ソフトバンクIDCである。設置コスト削減のため発熱の少ない価格性能比を重視したネット機器を用いている。
サーバ機器
ラグナロクオンラインで用いられているサーバーは、IBMのBladeCenter HS20シリーズで、KOEIの信長の野望Onlineでも使用されている。スペックはXeonDP2.4GHz-3.2GHz、メモリーは1GB-2GB、Ultra320 SCSIの2.5インチHDDが使用されている。
詳細については、IBMのホームページにガンホーの自社リプレース記事がある。
ソフトウェアなど
使用しているOSはWindows 2000 Server Standard、データーベースエンジンにはMSDE2000を使用しているが、MSDE2000が小規模用途用のために少なからずタイムラグの原因になっているとされる。
サーバソフトウェアにはグラビティ社開発のAEGISが用いられているが、AEGISにはチャット・パーティーの管理サーバが1ワールドに付き1台までしか設置できないので、1ワールドに15台以上サーバを設置しても負荷はさほど下がらないようである。また、マップを構築するサーバとモンスターAIを制御するサーバを分離して設置することができないため、1マップに設置できるモンスターはマップが拡張されるごとに減る。
サーバーに過大な負担がかかるため、高度なAIを使用するとされるアルケミストのホムンクルススキルが長い間実装できない原因のひとつとされていた。
システムのリニューアルによって制限のいくらかが解消され、グラフィック表示が柔軟に行えるようになったり、AIの高度化が図れるようになった。上記の設置モンスター数に関する制限においても緩和されているようで、2010年秋以降はモンスターの配置数が増加する傾向がみられる。
2018年現在Amazon Elastic Compute Cloudの契約をしているもよう。

## 沿革
英語サーバー 第3次α（アルファ）テスト
- 2001年7月23日 - 英語サーバーのオープンαテスト開始（後に「国際サーバー」に呼称を改める）。

日本語サーバー β（ベータ）テスト
- 2001年11月29日 - 日本語サーバーβテスト開始。ワールドはChaosのみ。
- 2001年12月6日 - 【実装】地下水路（ダンジョン）を実装。
- 2002年1月18日 - 【実装】イズルード（都市）を実装。
- 2002年3月4日 - 【ワールド追加】Lokiワールドを追加。
- 2002年3月13日 - 【ワールド追加】Irisワールドを追加。
- 2002年4月12日 - 耳打ち機能追加。
- 2002年5月2日 - チート対策のため一部の消費アイテムの機能一時削除。
- 2002年5月28日 - 消費アイテムの機能解除。
- 2002年5月31日 - モンスター襲撃イベント。
- 2002年7月15日 - バグのため撤去されていた「ウサギのヘアバンド」作成NPC復活。
- 2002年8月7日 - 日本語版βテスト終了。

日本語サーバー β2（ベータ2）テスト
運営がグラビティからガンホーに変更。韓国語サーバーと同じく、アイテムは装備中のもの以外リセットで所持金も持ち越し上限あり。
- 2002年8月14日 - 日本語サーバーβ2テスト開始。
- 2002年9月30日 - 【ワールド追加】Fenrirワールドを追加。
- 2002年10月6日 - Chaosで一時的にアイテムや所持金を増やせる状態になる。
- 2002年11月12日 - 【ワールド追加】Sara、Lydia、Baldurワールドを追加。
- 2002年11月20日 - 日本語版β2テスト終了。

日本語サーバー 正式サービス
チートやデュープの深刻な影響があったため、日本語サーバーの独自方針としてアイテムと所持金をリセット。
- 2002年12月1日 - 【アップデート】「episode1.5 Attack of the Ancient」アップデート。正式商用サービスを開始。
- 2002年12月19日 -【実装】 ルティエ（都市）を実装。
- 2003年3月27日 - 【実装】キューペットシステムを実装。
- 2003年5月27日 - 【アップデート】「episode 2.0 Under the Illusion」アップデート。コモド（都市）を実装。
- 2003年6月27日 - 【ワールド追加】第1回マイグレーションを実施し、Odin、Thor、Freya、Bijouワールドを追加。
- 2003年7月29日 - 【アップデート】「episode 2.5 Under the Illusion」アップデート。タートルアイランド、ギルド攻城戦システムを実装。
- 2003年10月7日 - 【アップデート】「episode3.0 Labyrinth of lost memories」アップデート。ジュノー（都市）を実装し、新しい二次職を追加。
- 2003年12月3日 - 【実装】アマツ（都市）を実装。
- 2004年2月17日 - 【実装】コンロン（都市）を実装。
- 2004年5月18日 - 【ワールド追加】第2回マイグレーションを実施し、Idun、Heimdal、Eir、Tyr、Lisa、Ses、Tiametワールドを追加。
- 2004年6月8日 - 【アップデート】「episode4.0 Ordeal of Fear」アップデート。ウンバラ、スーパーノービス、結婚システムを実装。
- 2004年8月24日 - 【実装】ニブルヘイム（都市）を実装。
- 2005年2月15日 - 【実装】転生システム、上位二次職を実装。
- 2005年3月29日 - 【ワールド追加】Verdandiワールドを追加。
- 2005年4月5日 - 【ワールド追加】第3回マイグレーションを実施し、Magni、Surt、Forsety、Garmワールドを追加。
- 2005年4月26日 - 【アップデート】「episode4.5 Intermission:Road to Future」アップデート。龍之城（都市）、離婚システムを実装。
- 2005年7月12日 - 【実装】アユタヤ、養子システム、アリーナを実装。
- 2005年10月25日 - 【アップデート】「Episode 5.0 The Republic of Schwarzwald」アップデート。アインブロック（都市）を追加。
- 2005年11月29日 - 【ワールド追加】Urdrワールドを追加。翌月22日正式オープン。
- 2005年12月14日 - 【システム更新】不正対策ソフトnProtect導入。
- 2006年3月14日 - 【実装】リヒタルゼン（都市）、ホムンクルスシステムを実装。
- 2006年7月4日 - 【実装】ノーグハルト（地域）、テコンキッド・拳聖・ソウルリンカー（職業）実装。
- 2006年10月24日 - 【実装】フィゲル（地域）、忍者・ガンスリンガー（職業）実装。
- 2006年11月14日 - 【システム更新】アカウントハッキング対策、キャラクターパスワード導入。
- 2006年12月19日 - 【システム更新】スペシャルアイテム（いわゆる課金アイテム） 実装。
- 2007年1月30日 - 【システム更新】スロットエンチャントシステム 実装。以降順次同様のシステムが導入。
- 2007年2月27日 - 【システム更新】 キャラクタースロット数が5に拡張。
- 2007年7月3日 - 【アップデート】 「Episode 6.0 Beginnings and Upheavals」アップデート。アルナベルツ教国（地域）、ラヘル（都市）実装。
- 2007年10月24日 - 【実装】アルナベルツ教国（地域）、ベインス（都市）実装。
- 2008年3月4日 - 【実装】アルナベルツ教国（地域）、名もなき島実装。
- 2008年4月28日 - 【実装】初心者用施設・冒険者アカデミーを実装。旧来の初心者修練場は2010年9月に削除。
- 2008年5月25日 - 【実装】モスコビア（都市）を実装。
- 2008年9月9日 - 【アップデート】「Episode 7.0 Return of the Archenemy」アップデート。モロク（都市）及び周辺マップを変更。
- 2008年10月23日 - 【その他】ハンゲームからのアクセスが可能に。
- 2008年11月25日 - 【システム更新】新攻城戦（シュバルツバルド・アルナベルツ砦）実装。
- 2009年3月31日 - 【実装】初のインスタンスダンジョン・エンドレスタワーを実装。
- 2009年7月14日 - 【アップデート】「Episode 8.0 Ash Vaccum」アップデート。異世界（地域）を実装。
- 2009年7月28日 - 【システム更新】 キャラクタースロット数が6に拡張。
- 2009年11月17日 - 【アップデート】「Episode 8.1 into the unknown」アップデート。スプレンディッド・マヌク（都市）を実装。
- 2010年2月23日 - 【実装】ブラジリス（都市）を実装。
- 2010年7月6日 - 【ワールド追加】Nornワールドを追加。【システム更新】三次職を実装。それに伴い公式・ステータスを変更。
- 2010年10月5日 - 【アップデート】「Episode 8.2 Search for the truth エルディカスティス」アップデート。エルディカスティス（都市）を実装。
- 2011年4月12日 - 【実装】デワタ（都市）を実装。
- 2011年11月15日 - 【実装】「Episode 9.0 Misty Forest ビフロスト」アップデート。モーラ（都市）を実装
- 2012年3月27日 - 【実装】マラン島（都市）を実装。
- 2012年4月17日 - 【ワールド統合】通常ワールドの24サーバを12サーバに統合。【システム更新】 統合に伴いキャラクタースロット数が6から12に拡張。
- 2012年8月21日 - 【実装】ポートマラヤ（都市）を実装。
- 2012年10月9日 - 【システム更新】リプレイ機能追加。
- 2012年11月28日 - 【アップデート】大規模バランスアップデート。三次職ならびに職業間のスキルバランス調整、ステータス計算式の変更、要求経験値の変更など。
- 2013年1月29日 - 【システム更新】攻城戦TE Training Edition (グロリア・カプラガーデン砦)実装。
- 2013年5月14日 - 【アップデート】「Episode 9.1 Eclage エクラージュ」アップデート。エクラージュ（都市）を実装。
- 2014年11月4日 - 【アップデート】「Episode 9.2 The Decisive Battle 決戦」アップデート。フレイムヴァレー・魔神殿を実装。
- 2015年5月19日 - 【アップデート】「EPISODE Memory Record ジュピロスと眠る都市」「ファンタズマゴリカ」アップデート。
- 2016年11月8日 - 【アップデート】「EPISODE Banquet For Heroes 七王家とユミルの心臓」アップデート。
- 2017年7月25日 - 【アップデート】「EPISODE TERRA GLORIA ルーンミッドガッツ王国の胎動」アップデート。
- 2018年4月3日 - 【システム更新】新種族ドラム、新職業サモナーを実装。パースタ大陸（地域）、ラザーニャ（都市）を実装。
- 2019年8月27日 - 【アップデート】「EPISODE ILUSION 禁忌の楽園」アップデート。
- 2020年11月10日 - 【アップデート】「EPISODE ILUSION 賢者の遺産」アップデート。
- 2022年11月29日 - 【システム更新】四次職と拡張四次職を実装。
- 2022年12月20日 - 【アップデート】「EPISODE The Double Goddess 祈りの方向」アップデート。
- 2023年9月5日 - 【アップデート】「EPISODE ISGARD 説話の地」アップデート。氷の大陸イスガルド（地域）実装。

## 日本のラグナロク (jRO) 関連問題
ラグナロクオンラインは日本において現存しているネットゲームとしては比較的古いゲームであること、通信パケットに暗号化を施していない、サーバプログラムであるAEGISが台湾で過去に流出していたことからプログラムの解析が行われてしまった等、ゲームシステム全般が非常に脆弱であると言える。
その脆弱性を悪用してラグナロクオンラインでは様々な不正行為が行われていた。加えてユーザーの不正行為に対する認識も非常に甘く、少なくない人数の一般プレイヤーが日常的にRMTに手を染めている背景があったため、より不正が蔓延しやすい土壌が形成されていた。
日本でのラグナロクオンラインの人気が高かった事も逆に災いし、当初から多数のクラッカーの絶好の標的とされた。
中でもアリス・リデルに拠るものは世界ゲームを破壊されるレベルのものだった。さらにネットゲーム チートRMTの教科書（アリス・リデル、黒川 かえる 著 ISBN 4-88718-824-2）なるクラッキング本の題材にまでなっている。
しかし開発元の韓国では、利用者登録に住民登録番号などを必要とし匿名での利用が難しいことからRMT等の不正行為が少ないこと、他社ゲームへのユーザーの流出が深刻で続編の「Ragnarok Online2」へ開発の重点が向けられていることなどから、不正行為への対処は遅れがちとなっている。
過去日本版では下記の諸問題に対する改善が遅れ、ユーザーからの大きな不信感を招いた。2006年6月には経済産業省がガンホーに対して聞き取りなどによる実態調査に乗り出すと共に、不正防止へのシステム増強と苦情対応の質を高めるように求める事態に至った。
そこでガンホーは、2007年6月17日に行われたユーザーとの対話会議「ガンホーオフラインミーティング」にて不正プレイヤーに対する施策を発表し、またこの場でユーザーに対しゲーム内における不正行為が横行している事について、ユーザーが大きな不満を持っており運営の施策の至らなさが原因である事を認め、その後多くの対策を講じている。
また過去にはゲームマスター（GM）の立場にあったガンホー社社員が不正蓄財を行っていた事件が発生している。
- ROに関するユーザーからの事前質問に対する運営側の回答（公式サイトより）
- 不正ツール対策への取り組み（公式サイトより）

なお、これらの問題は日本国内だけでなく海外においても多数ある。

### BOTプログラム
日本のラグナロクオンラインの不正行為で代表的なものが「BOT」である。
ラグナロクオンラインの歴史はテストサービス開始当初からBOTが存在し、BOTへの対策としてパケット暗号化などのBOT対策が実装されても、対策実装当日の数時間後には、BOT対策への対応型のBOTが稼動しているなど慢性的な問題となっていた。
ラグナロクオンライン上でのBOTプログラムの使用は、ゲームバランスの崩壊に繋がることやゲームとしての楽しみを損ねるとして運営会社からは認められておらず(一時BOTを容認したが撤回した)、規約として不正行為に該当し発覚後即時アカウント停止の措置を取るとされる。しかし現在のラグナロクオンラインのBOTは高機能化しており、他プレイヤーとのコミュニケーション以外の全ての行動がBOTで動作させることができるとまで言われている。(簡単な挨拶はできるらしい)
ラグナロクオンラインにてGVや対人戦専用ステータスのキャラクターは
- LV上げが困難
- GVや対人装備が高額

といった理由によりレベリングや高額装備や資金を集めるために利用されている。
また、BOTプログラムによって操作されるプレイヤーキャラクターが大量に接続し、これらが長時間に渡ってゲーム内で活動することにより、一般のプレイヤーが接続できない、あるいはしにくい、ゲームを楽しめないという状態も発生していた。
しかし2007年6月のオフラインミーティング以降、ようやく不正ユーザー排除に本腰を入れ始め、通信パケットの暗号化とその頻繁な更新、新規無料利用券の廃止などの根本的な対策、パトロール専門のGMの配備などといった対策を講じ始めた。
その結果、翌年2008年6月に行われたユーザーアンケートでは、多くのユーザーがBOTの大半がいなくなったと回答し、現実人気狩場においても、BOTを見かけることは稀となり、現在もその状況が続いている。

### チートツール
ラグナロクオンラインには、「消費アイテムを消費せずに使用する」、「スキルを使用した際に発生する硬直時間を無くす」「キャラクターのグラフィックを変える」「画面表示の制限解除」「多重起動を可能にする」などといったチートツールが存在している。これらは前述したBOTツールや、後述の支援ツールと併用して使用されることが多かった。
規約上では当然禁止行為であるが、BOT同様、長い間対策が取られておらず野放しの状態が続いていた。
2005年12月11日、公式サイトで配布されているラグナロクオンラインのクライアントに、チートツールのモジュールが混入していたことが発覚した。
通常このゲームは多重起動できない設計になっているが、このモジュールによって多重起動が可能になっていた。この時点の最新クライアントが11月11日にアップデートされていたことから、1ヶ月の間公式クライアントに混入していたことになる。
同じクライアントを使用していたパッケージにも影響が及ぶ。同年12月9日に既に発売されていた「はじめてのラグナロクオンラインver.4」が4日後には回収（後日ver.4.1と改められ販売を再開）され、また22日にも発売予定だった「ラグナロクオンライン プレミアムパッケージ」の発売が1週間延期された。
ガンホーの見解によれば、ただの「不要なファイル」が混入しただけであり、多重起動が可能になったのはあくまで"偶然"との事だったが、ツール開発者の見解によると、公式サイトで配布されていたものと、自分が開発したオリジナルのものとが同一（MD5が完全に一致したとの事）としている。
ただの「不要なファイル」が、様々に講じられている多重起動の防止策を全くの偶然で全て無効化してしまう効果を持ち、その上で全くの異なるファイルのMD5が偶然に完全一致する等と言う事はまず考えられないため、これを根拠にガンホー内部で普遍的にチートツールが使用されていると主張する者もいる。一方で、運営であればツールが無くてもシステムで多重起動が可能なので意味がないとする者もいる。
ガンホー社は後にメディアのインタビュー記事において、不正対策としてこうしたツールを入手・分析して対策にフィードバックしていたとコメントしている。
そしてこの一連の不祥事は、後に様々な課題を生むnProtectの導入へと繋がるきっかけともなった。

### ステルス
詳しい原理は割愛するが、簡単に言えば「ログインしかけ」の状態を作るプログラム。パーティメンバーからの経験値の分配は「ログインしている」ので有効であるが、他プレイヤーからの視認やモンスターからの攻撃は「ログインしていない」ので一切不可能という状態。プログラムの都合上、正規にログインする時にも一瞬存在する「間」であるが、この「間」を意図的に維持する不正行為である。
戦闘に向かないキャラクターを経験値を稼ぐのに向いたキャラクターとパーティを組ませ、片方はマップの隅に置いておき、もう片方のみで経験値を稼いで経験値分配によってレベルを上げるという手法は昔から存在した（もちろんこれ自体は不正行為でも何でもない）。しかし、経験値分配のシステム上、戦闘に向かないキャラクターも「マップのどこかにログインして存在している状態」でなければならないため、そのままでは放置してある方のキャラクターがモンスターに攻撃され倒されてしまうというリスクがあった。また、経験値稼ぎ用のキャラクターにBOTを使用した場合、BOTを利用して育成させていることが知れ渡ってしまうリスクもあった。
前者のリスクについてはマップの入り組んだ部分に隠しておく事でモンスターが近寄る確率を下げる事が出来、後者についてもギルドに所属していなければそもそもパーティ名が表示されないために誰とパーティを組んでいるのか判別出来ない。
ただしこれらの対策も絶対ではなく、マップの隅に隠しておいてもモンスターが入り込んでくる事はあったし、パーティについても、アカウント識別IDデータベースサイトを利用するとギルドに所属していなくてもパーティ名が知られてしまうため、BOTとパーティを組んでいる事が知られてしまう可能性はあった。
しかしステルスという手法によりこれらのリスクが排除され、安全に早くキャラクターを育てることが出来るため、不正を働くものが少なくなかった。
一般的な不正行為とは違って他プレイヤーが不正の証拠を捕捉することがシステム的に不可能である。
これを見破るには「すごい勢いでレベルが上がっているのに狩場で見かけたことが全く無い」「（通常通り狩りしていたならば当然あるべき）狩りをしていた時の話がつじつまが合わない」等の状況証拠や、会話に一切応じないといった間接的な証拠を用いるしかなかった。このため、逆に「狩場で見かけた事が無い」「会話に反応しない」というだけで他人を不正者扱いするなどの弊害も生まれた。
問題が発覚した後一旦は修正されたステルスだったが、修正が不完全だったことから再びユーザーが使用した。その後再度修正され、2005年12月にnProtectが導入された時点で事実上実行困難とされている。

### 支援ツール
もう一つの大きな潜在的不正行為として「支援ツール」が挙げられる。
「ピンチの際に自動的に回復アイテムを使う」ものや「味方にかけた支援魔法スキルの残り時間を表示する」といった多様な機能を持ったものが個人によって非公式に開発されていた。これらは現在BOTツール同様に公式として全面的に禁止されている。
しかし、RO開発初期（β1テスト)の頃には開発スタッフにより「遊びの幅が広がるのなら」と支援ツールの開発を奨励された過去がある。
その後運営がガンホー社に移り、ユーザーの間でチートツールと支援ツールの線引きが問題となり、最終的に「クライアントに影響を与えるツールの使用を全面禁止」と変更された。
しかし「ツール使用の禁止告知が掲載された日付よりも前からツールを使用していた場合も不正行為と見なす」といった一方的な告知文には納得のいかないユーザーも多く、告知当初は「ガンホー社の横暴」として殆どのユーザーがこれに従わなかった。
現在では、上記の背景を踏まえて「他プレイヤーに直接迷惑をかけるプログラム（悪質なBOTプログラム）が悪であり、そうでなく便利なもの（支援ツール）は善である」とする支援ツール肯定派と、「ゲームはプレイヤーの腕やキャラクターの強さで勝負するべき」「支援ツールによる補助はそれだけで不正なハンディキャップである」とする支援ツール否定派に分かれている。
規約を遵守するならば後者の否定派が全く正しいのだが、古くからのユーザーの根本的な認識にも関わる問題であるため、規約で禁止されていても他プレイヤーからプレイ中に使用を勧められる機会も少なくない。それ故に支援ツールを潜在的に使用している者は数多く存在しているとみられている。
2005年12月にnProtectが導入された時点で、BOT・チートツールへの対策と共に支援ツールもほぼ全て排除された。しかしBOTプログラム同様、対策を施した一部ツールは今もなお使用可能である。
なお「支援魔法スキルの残り時間を表示する」など需要のある一部機能については、その後ゲームに正規実装されている。

### nProtect導入とその後
2005年12月14日の緊急メンテナンスにて、BOTなどへの不正対策としてnProtectが導入された。
この緊急メンテナンスの直後BOTは激減し、更にBOT以外でも多重起動などを行うツール類も使用不能となった。
以降BOT・チートツール開発者のいたちごっこが展開され、一部ツール制作者はこれ以上のいたちごっこは面倒で更にRMTをしても利益が非常に薄いとして撤退を宣言。ある意味では対策の効果を発揮し「クライアントを介してのBOT」はほぼ消滅に至った。
代わって、ログインの暗号化により一時影を潜めていた「クライアントを介さないタイプのBOT」が復活。
主にRMT業者がBOTをばら撒くようになり、nPro導入時にわずかに残っていた解析用と思われるBOTに対しての対策や対応が十分なされなかったため、不正者側によってnProを突破する手法が確立される。またゴールドファーマー問題、アカウントハック問題やその他要因も加わった結果、大規模なユーザーの抗議運動を呼び起こすに至った。
ゲームサイトに掲載された運営サイドのコメントによると、当時対策チームがごく少数しかおらず、上記の問題は把握していても必要な行動が全く出来なかったとしている。
また、nProtectはその性質上、OSの破壊やCPU使用率の異常な上昇・PCの動作に必要なソフトウェアの動作を制限されるなどの諸問題が見られ、なかにはnProtectの常駐によりクライアントの起動ができなくなる例もある。
ソフトウェアの動作が制限されたために起こるドライバの不具合例としては、「マウス/キーボードが全く動作しない」、「一度動かすとマウスカーソル/ホイールスクロールが止まらない」、「無線/有線LANネットワークを用いて通信ができなくなる」などである。またソフトウェアRAIDでは正常にデータの読み書きができなくなるだけでなく、ハードディスクそのものを破壊する危険性もある。
このような、ソフトウェアでデバイスを制御している一部常駐ソフトウェアは、バックグラウンドでは正常に動作しない。
詳細はnProtectによる被害報告を参照のこと。
このような現象は「人離をより一層加速させる原因ともなっている」とも言われるが、実際にnProtectの導入によって引退したプレイヤーには「ユーザーが引退せざるを得ない状況に追い込まれただけ」という声が多い。導入以降、本来出来るはずのプレイが全く出来ない、経験値・アイテム獲得の報告が極端に減少するなどの例も多々あったようである。
こうしたプレーヤーには、nProtectがなければ再度ツールを使用するという人が少なくない。実際、nProtectが起動していなかったテストサーバーでは、BOT・チートツールの使用確認が少なからず報告されている。多くの問題を生みながらも、基本的にはnProtectが一定の成果を上げているとも言える。
ただし当然プログラムであるため、ツール側で対策を行えばnProtect動作下でも使用が可能であり、またnProtectまたはゲームクライアント本体が変更されると途端に使用できなくなる。

### アカウントクラック
2006年5月、新たにコンピュータウイルスやスパイウェア等によるアカウントクラック問題が急浮上した。
これに関しては以前から他のオンラインゲームでも起きており、問題が注目されて以降もクラッキングによる被害者が後を絶たない。感染元は国内・海外を問わず広範で、中でも中国からの攻撃が圧倒的に多い。
感染経路は主に、ウイルスプログラムを自動でダウンロードさせるソースが書かれたウェブページを用意し、様々な手段でそれにアクセスさせる事でウイルスを感染させる。
ウェブページにアクセスさせる手段としては、有名ファンサイトや匿名掲示板、ウィキなどにウェブページのURLを貼り付け、誤認によるクリックを誘う手段が多い。特にウィキの場合、コメント欄に繰り返し投稿するだけでなく、元々ある正常なリンクを書き換えてしまう悪質な手口も存在する。最近では大手ソーシャル・ネットワーキング・サービス(SNS)や個人運営のブログ等にも無差別にアドレスを張り付ける行為も行われている。
ハッキングの流れとしては、アカウントクラックしたプレイヤーからアイテム及びZenyを根こそぎ奪い、アイテムをBOT商人により売却してZenyに変えた後RMTにより現金化させるというもの。パスワードなどが分かっている場合、キャラクターやアカウントが削除されることもある。
もちろん完全に不正アクセス行為の禁止等に関する法律（不正アクセス禁止法）違反であり被害に遭った場合は警察に届け出るべき行為であるが、この法律はコンピュータサーバ管理者、つまりこの場合はガンホー社が被害者の対象とされるため、プレイヤーが盗まれたり損傷を受けたデータ、つまりゲーム内のアイテム等に対しての被害届は警察に受理されない。
また、このような不正行為を行った者が逮捕される確率はないとはいえないまでも低いと言わざるを得ない。
理由として、日本国内と海外とでは法の基準や警察機構が大きく異なることが挙げられる。この行為を行っているものの殆どは日本人ではなく、海外からの攻撃であるのが実情である。日本国外在住の者に対しては、国内法である不正アクセス禁止法で逮捕する事が難しい。近年では、日本からの要請に相手国が応じ捜査を行うことも増えているが、十分な結果を挙げられないまま終結することがほとんどといわれる。日本では2004年7月1日にサイバー犯罪条約の批准が国会で承認されたものの未批准であった。その後関連法が整備されたため、2012年11月1日に批准し効力が発生した。
また、仮に逮捕されたとしてもアイテムは既に売却された後である可能性が高く、運営会社からの補填が無い限りは一切手元には残らない。
そのため、刑事的な問題としてはアカウントクラックされたプレイヤーに対する補償は一切無く民事的な部分に頼るしかない。しかし訴訟を起こす際に必要な諸経費を考えるとユーザーにとっては到底割に合わないため、訴訟という点では非常に厳しい。
ただし、同様の事案が多発していることから、行政府においてもコンピュータセキュリティを重視する傾向が強まっている。警察においてきちんと対応が取られれば、売却されたものでも手元に帰ってくる可能性は以前よりは高い。
2006年11月14日、アカウントクラックに対する措置としてキャラクターパスワードの機能が追加された。
これによりアカウントIDによるパスワードを通過した後、更に各キャラクターに対してパスワードの設定が義務付けられる事となり、その時点で確認されているスパイウェアに対しての防御が可能となる。ただしこの措置はアカウントの全てのキャラクター枠にパスワードを設定した時に限り有効であるため、使用頻度が低くキャラクターにパスワードを設定していなかった場合や、キャラクター枠に空きがある場合はアカウントクラックを防ぐ事は一切出来ない。
また、前述した通信パケットに暗号化を施していない問題点があったため、パケットを盗み見る事によってIDやパスワードを入手するタイプのアカウントクラックに対しては無意味であった。
ただし、同機能は韓国でも採用されるなど、一定の効果はあるようである。
2009年12月よりワンタイムパスワードが導入された。
当初はカード型トークン「SecureOTP」をキーホルダーなどの形にしたものが販売されたが、その後携帯電話やスマートフォン対応のワンタイムパスワードが導入。さらに2011年8月より導入費用が無料化された。
2010年4月よりIDロックシステムが、ゲームアカウント管理画面に導入された。
これは、ゲームを起動するためにアカウント管理画面にログインする際、ブラウザにcookieを作成保存し、そのcookieが存在しないか改変されていれば管理画面自体にログインできなくなるというものである。改変されていた場合、登録されているメールアドレスにメールが送られ、ユーザーがそこに書かれているアドレスからアクセスすることで、cookieが更新される。
2010年11月より、上記のどちらかの対策を利用していない場合、アカウントハッキングの被害に遭っても運営によるゲームデータ救済が受けられなくなった。
そのシステム上、セキュリティはクライアント側に強く依存するため、スパイウェアに関してはどのゲーム会社（ガンホー社及びグラビティ社も当然含む）が直接的に撃退することは不可能である。
このため現在でも公式サイトでは注意喚起を促す告知が行われている。一度感染すると、ゲームのみならずクライアント全体が危機に瀕することも多いため、ユーザー個々が注意をして自衛を取ることが必要である。
- 参考リンク：BS-template 安全の為に（ROに関するアカウントクラック対策に詳しい）

### サーバクラック
アカウントではなく、サーバに不正アクセスする行為。
当然クラッカーが第一の責を負うべきものではあるが、当然ながらサーバサイドでも適切な管理が必要になる。
日本においては、過去にセーブデータを格納するデータベースサーバがクラッキングされ、500件以上のセーブデータが改ざんされたことがある。また、GMアカウントをハッキングし、虚偽のゲーム内メッセージを流された事件も発生した。

### RMT（リアルマネートレード）
オンラインゲームにつきもののRMTであるが、古参であり需要も多いラグナロクオンラインでも直接・間接的に多くの問題を引き起こした。
ラグナロクオンラインでは利用規約上において、ユーザー同士によるRMTの全面禁止を明記しており不正行為に当たる。RMTを行ったユーザーに対しては利用規約違反として運営側からの一方的な契約解除、つまりアカウント停止の処置を取るとされている。
しかしBOT同様、運営の表立った対策が取られていない事から規約による抑止力の効果は薄く、オークションサイトやRMT業者のサイトで堂々と売買されていた。利用者も当然罪の意識が薄く、発覚して措置対象となるのが不運という機運もあった。
現在ではRMTで現金を稼ぐために主に中国からゲームに接続する、俗に言うゴールドファーマーが大量に流入し、それらが多くのアカウントを不正取得し、前述のBOTプレイヤーの氾濫やアカウントハックの問題を起こしていると言われている。
更に2006年7月19日には、RMTを利用した不正利益を得ていたとして、ゲームマスターの立場にあるガンホー社員が警視庁に不正アクセス禁止法違反容疑で逮捕された（ガンホー・オンライン・エンターテイメントの項目も参照のこと）。
なお運営サイドが海外接続禁止や極短期ログインチケットの配布廃止を含めた不正対策に本腰を入れて以降、ラグナロクオンラインのRMT市場自体は衰退へ向かっている。ゲーム内通貨の取り扱い停止に追い込まれた取引業者も多い。

### 非公式サーバ (エミュ鯖)
初めに述べたようにサーバープログラムの一時流出が発生したことにより、ラグナロクオンラインには、正式にグラビティ社と契約を結びユーザーに課金する公式なサービス以外に、ラグナロクオンラインのクライアントを利用したエミュレータサーバ（通称・エミュ鯖）を運営している個人、団体が日本国内・海外問わず多数存在している。
これらについてはクライアントソフトについての著作権をどう評価するかなどの問題が絡むため存在の是非を問うのが難しい。
過去には海外においてウルティマオンラインで訴訟が起こり、公式運営側が敗訴したこともある。日本国内では、ゲームという知名度的な問題と過去の判例が無いため、どのようになるかは定かではない。
ラグナロクオンラインにおいても、開発元であるグラビティ社が韓国で訴訟を起こし、ガンホー社でも会員規約にクライアントの改造禁止を条項に入れている。
しかし、解説サイトやツール等の存在により、エミュレータサーバを構成する事は比較的簡単である事から、気軽に構成・運営をする者が少なからずいる。
日本においては、プレイヤー数は多くても数百人程度しか存在しないが、海外では同時接続者数4000人を突破し現在も堂々と運営している大手サーバも存在する。
元々エミュレータサーバに人気が出た理由として、他には以下の点が挙げられる。
- 公式サーバでは多くの転生職やレアアイテムの効果等を試すのが現実的に難しいため
- 本家にはないオリジナルの仕様（特に、システムリニューアルが行われた以降は、その内容に不満があるということもある）
- 無料である等

またエミュレータではレベルがすぐに上げる事が出来る設定が可能であるため、不正利用者を隔離する事ができると予想されていたが、そうしたユーザーは結局、非公式サーバにおいても不正行為を起こしがちである。また最近では公式・非公式の両方を楽しむ、所謂ハイブリッドプレイヤーも増加傾向にある。
エミュレータサーバではユーザーに有利なゲームバランスに調整されており、具体的には獲得経験値やアイテム獲得率の上昇、GvGやボスとの戦闘の機会の増加、ゲームマスターキャラの使用、便利なオリジナルコマンド、独自のルールやオリジナル要素等が挙げられる。
しかし企業ではなく個人が運営しているため、インフラやサーバの能力、運営期間も一切保証されないデメリットを持つ。サーバーそのものが他のサーバーのアカウント情報を盗み出すために開設された偽者だったという例すらある。
エミュレータサーバの運営者や管理者の趣旨によりサーバのルールやオリジナルの要素が全く異なっているためそれを面白いと良い面もあれば悪い面もある。
たとえばアカウント剥奪の基準が当然各サーバごとに違う。自分に逆らえばアカウント剥奪とする運営者も、逆に剥奪が一切無い運営者もいる。またオリジナルのアイテムや装備も運営者自身の趣味を持ち込むことが多いが、それが行きすぎてしまう場合もある。
なお、ガンホー社及びグラビティ社はエミュレータの利用は一切認めていない。エミュレータを利用した事によりこうした不利益を被ったとしても全て自己責任になる。
マップやモンスター、アイテムの画像などはクライアント依存だが、スキルやアイテムの効果、モンスターの情報、クエスト等はサーバ側に格納されている。このため、有志によるエミュレータサーバのプログラム開発は今でも続いている。
2012年にNCjapan社によってAIONのエミュ鯖が起訴、エミュ鯖を運営していた管理人と利用していたプレイヤーが逮捕される事態にいたっている
また同じ時期にガンホー社がエミュ鯖運営社にたいして警告、ゲームの人気の低下により現在では国内海外含めラグナロクオンラインのエミュレートサーバーの数、利用者、開発者の人数は低下している

### 有料アイテム関連問題
武器研究と精錬成功率
ブラックスミス・ホワイトスミスのスキル「武器研究」は、実装当初から長い間取得する事で武器や防具の精錬時に成功率が上昇するとされていた。これは本来のスキル説明には記載されていない効果であったが、有志のユーザーによる検証により裏打ちされて、精練成功率に影響が「ある」との説がほぼ全てのユーザーの見解になっていた。
しかし、精練成功率に影響を与える有料アイテムを実装した際、「（通常アイテムによる）精練の成功率が下がった」と言う声が多数上がる。有志のユーザーによる検証の結果、今まで影響があった「武器研究」の効果がそっくりなくなっているようだと結論が出た。これにより、「有料アイテムの売り上げを促進するためだけに仕様を変更したのではないか」と言う声が出始める。
この騒ぎに対して運営元であるガンホー社は、公式HP スペシャルアイテムについてのFAQにおいて、「スペシャルアイテムの導入前後において、通常精錬・スペシャルアイテムの精錬ともに成功率の変更は無く、「武器研究」も影響していない」との公式見解を発表した。
しかし、過去に発売された「ラグナロクオンライン ネットカフェ初心者パック」の冊子の中に、武器研究によって精練成功率が上昇するという記述がある事がユーザーの間に広まり、「有料アイテムのために仕様を変え、あまつさえそれを隠すために嘘を付いた」と言う批判が高まる。
一度は公式見解を発表したガンホー社であったが、ガンホー社公式ホームページ上の、2007年06月29日付重要なお知らせの中で、

ブラックスミスのスキル「武器研究」について、以前はNPCによる精錬成功確率に影響していた時期があり、その当時作成された「ラグナロクオンラインネットカフェ初心者パック」に一部その記載があったことを確認いたしております。

との回答と謝罪の掲載を行っており、「武器研究」が精錬成功率に影響していた時期(これがいつであるかの明言はしていない)があったことを認めた。
2009年3月現在、ラグナロクオンラインの公式HPのFAQは導入前後で変更は無いとの記述のままになっている。

### ユーザーの抗議活動
2004年から2009年頃まで、運営サイドの管理状態に不満を持ったプレイヤーが国民生活センターへの投書を呼びかける動きがあった。
2005年4月7日分の「NHKニュース10」にてBOT、RMTに関して社会問題として取り上げられたこともあった。
なお、近年オンラインゲーム全体として管理会社の対応に不満を持つユーザーが多いためか、国民生活センターでのこれら諸問題の対応として、利用者は現状をよく確認し認識した上で利用規約やマナーを守って利用するように注意を促しており、事実上国民生活センターの指導では改善不可能であることを示している。
2006年5月、BOTが復活したことに対し一般プレイヤーは、BOTキャラクターを「ワープポータル」スキルによりテレポート不可能マップに隔離して行動不能にする自警行為が行われていたが、当該マップはキャラクターの二次職への転職を行う重要な場所だったため、この自警行為は通過するプレイヤーに対する妨害行為に該当。GM（ゲームマスター）がゲーム内で妨害行為に対する警告を行った。
しかしこの際、警告を行うだけでBOTに対しては目の前に居るにも関わらず取り扱わず、更に当該フィールドへのワープを不可能にするというパッチが当てられた。このため、ユーザーによってBOTを隔離することが事実上不可能になった上、BOTの隔離活動をしていたプレイヤーを「通過するプレイヤーへ対する妨害行為」としてアカウント停止処分を行なった。結果として、隔離されたBOTはガンホーにより救出された形となった。
後にこの事件は当該マップの名を取って「アサシンギルド事件」と呼ばれることとなる。
この事件の噂は瞬く間に広がり、BOT及びアカウントハックの問題におけるガンホー社の対応によりユーザの不満が爆発した。
一部の強硬なユーザーが、不満を抱くユーザー団体の代表としてガンホーの運営姿勢に対する抗議サイト及び団体を立ち上げ、抗議文がガンホー本社及び各行政機関やマスコミへ送りつけられる騒ぎとなった。
その後、この抗議文に対して正式にガンホー社からの回答がされたが、ユーザーからの要望に関しては一切触れられていない。その理由は（抗議団体のサイトに抗議文案が掲載されたからであるが）「抗議文を送るより前に抗議文に対する返答が送られてきた」ことに起因している。ただし「ユーザーと運営チームとの間に生じている相互理解の隔たり」については認識していることが挙げられており、「ユーザーとの意思疎通の改善を目指す」との回答を得られたことでユーザー団体側は当面の間様子を見ることとなった。
その後7月2日に急遽第4回ガンホーオフラインミーティングが行われ、この件についてはガンホー側は警告を行ったユーザーに対するアナウンスミスを認めている。
しかしこれまでの管理体制によるユーザーからの不信感が非常に強い状況は変わっておらず、RMT業者と関わっていたガンホー社員が逮捕される事件が発生したこと、また、当時ガンホー社とグラビティ社の間で交わされていた契約が2006年8月で満了する事になっており、2009年8月までROの運営に関する契約が更新された事を受けて、運営会社の改善及び変更を望んでいたユーザーからの不満により、再度抗議運動が行われる事態となった。
ガンホー社代表取締役社長森下一喜氏はラグナロクオンライン運営初期から「お金を払う事によってステータスが上がるというような不公平なシステムは取りたくない」といった運営方針を語っていたが、2006年12月にそれを事実上撤回するスペシャルアイテムを実装。これによりこの一連の抗議に関わった団体は「団体が目指したROは完全に失われた」として解散し、個人活動に移行した。
ただし、この時点で既にプレーヤーの意識はコミュニケーション主体から利益・効率重視へと移ってきており、賛否両論のあったスペシャルアイテムもその後利益の一角を占めるまでに成長した。そうした意味で、こうした抗議行動は過渡期であったが故のムーブメントであったと言える。しかしこうした抗議行動がなければ本格的な不正対策などが行われなかったのも、また事実である。
なお、オンラインゲームに接点のない一般市民からは、こうした抗議行動に対し「ゲームに必死になりすぎ」「嫌ならやめれば」などと冷たい視線を投げられていた。
また不正者排除に必死になるあまり、一般プレーヤーに直接・間接的に迷惑を掛けるこうしたプレーヤーに不快感を持つプレーヤーも少なくない。普通にプレーしていても独断で不正者扱いされる例もみられた。上記のアサシンギルド事件についても、転職しようとするプレーヤーにとっては「BOTに排除に名を借りた集団での嫌がらせ」でしかない。他のオンラインゲームにおける抗議行動でも、こうした軋轢は多々見られる。
例え大多数が問題と感じていることであっても、そのための行動には一般常識と礼節を弁えることが求められているといえる。
不正の排除根絶を目指した抗議行動は、とりまとめる抗議団体の諦念と（別の問題も多々発生したとはいえ）目的がおおむね達成されたことで霧散。その後プレーヤー同士の軋轢へと移行していく。
しかし2010年7月のシステムリニューアルによりゲームの爽快感が失われたとする高レベルプレーヤーからは、システムのプレーヤー寄りへの再改変という抗議の声を上げる動きもある。

## 公式ブログなど
2005年11月22日、アメーバブログとの共同企画にて、ユーザーコミュニティを目的とした公式コミュニティブログ「ラグブログ」を開設した。
しかし、同時に始まったゲーム内のスクリーンショット (SS) を募ったコンテスト企画にて、BOTツール使用中のSS、またその不正プレイヤーのキャラクターを写したSS、非公式であるエミュレータサーバ内においてのSSなど、不正プレイヤー関連のブログが大量にトラックバックされるなどの問題が発生。このため、翌日にはトラックバックの受付を停止、25日の夕方以降から審査を通しての方法に切り替えた。
スクリーンショットの企画が終了した直後の1月31日、公式の事前発表が無いまま閉鎖し、ブログサービスを終了する。
2008年頃、Livedoorブログに公式ブログを開設。上記のようなイベントは一切行わず、マーケティング担当による告知・宣伝のみとなっている。またコメント・トラックバックも当初から許可制となった。
前述の問題を踏まえてのこととはいえ、宣伝が先行することに対するユーザーからの不満（その多くは苦情・愚痴をさらけ出せないというものであるが）も少なからずある。